# فوندا اریئیت
فوندا اریئیت (به ترکی استانبولی: Funda Eryiğit؛ ۶ نوامبر ۱۹۸۴، زووله، هلند) بازیگر اهل ترکیه است.

## زندگی‌نامه و تحصیلات
اریئیت در ۶ نوامبر ۱۹۸۴ در زووله، هلند زاده شد. اصالتا اهل صامسون، بافرا است و ریشه و تبار ترکی، چرکس و گرجی دارد. پس از اتمام تحصیل در دبیرستان آناتولی وارد دانشگاه استانبول شد و ابتدا از دانشکده علوم سیاسی در رشته روابط بین‌الملل و سپس از کنسرواتوار دولتی دانشگاه استانبول در رشته تئاتر دانش‌آموخته شده است.

## حرفه
در سال ۲۰۱۲–۲۰۱۳ در تالار شهر استانبول در نمایش «سکوت» (به ترکی، Sessizlik) ایفای نقش کرد. در سال ۲۰۱۳ او به‌خاطر بازی در این نمایش در هجدهمین جشنواره صدری آلیشیک تئاتر و سینما در بخش نمایش کمدی و موزیکال جایزه بهترین بازیگر زن را از آن خود کرد و همچنین در ۱۷مین جشنواره تئاتر افیفه (Afife) نامزد دریافت بهترین بازیگر زن شد. او با بازی در مجموعه تلویزیونی کارادایی در نقش بلگین توره توانایی‌های خود را به چالش کشید.

## فیلم‌شناسی
| سینما                 | سینما                     | سینما                  | سینما            |
| سال                   | عنوان                     | نقش                    | توضیحات          |
| --------------------- | ------------------------- | ---------------------- | ---------------- |
| ۲۰۰۸                  | دنبال کار می‌گردید         | آصلی                   | نقش مکمل         |
| ۲۰۱۰                  | خانه                      | یشیم                   | نقش مکمل         |
| ۲۰۱۵                  | لیموناد                   | نهال                   | نقش مکمل         |
| ۲۰۱۵                  | گم‌شده                     | ملک                    | نقش مکمل         |
| ۲۰۱۵                  | به هیچ وجه!               | فیگن                   | نقش مکمل         |
| ۲۰۱۶                  | تردید                     | شهناز                  | نقش اصلی         |
| ۲۰۱۶                  | آهنگ‌های تبعید: یلماز گونی | راوی                   | نقش اصلی         |
| ۲۰۱۷                  | کلمات پرواز می‌کنند        |                        | فیلم کوتاه       |
| ۲۰۱۷                  | پشت صحنه                  | جانان/زهره             | فیلم کوتاه       |
| ۲۰۱۸                  | عدن                       | آراس                   | نقش اصلی         |
| ۲۰۲۰                  | ۹.۷۵                      | سراب                   | نقش اصلی         |
| ۲۰۲۱                  | دیالوگ                    | کارگردان               | نقش اصلی         |
| ۲۰۲۱                  | چهار دیوار                | آرال                   |                  |
| در حال ساخت           | فصل مرده                  |                        |                  |
| مجموعه تلویزیونی      |                           |                        |                  |
| سال                   | عنوان                     | نقش                    | توضیحات          |
| ۲۰۰۸-۲۰۱۰             | خانواده عزیزم             | سیهان یامان            | نقش اصلی         |
| ۲۰۱۱                  | طلاهای استانبول           | عایشه‌گل آلتین آچیک     | نقش مکمل         |
| ۲۰۱۲                  | صخره                      | پینار کیلینچ           | نقش مکمل         |
| ۲۰۱۳-۲۰۱۴             | حکایت کهنه                | ترکان                  | نقش اصلی         |
| ۲۰۱۴-۲۰۱۵             | کارادایی                  | بلگین توره             | نقش مکمل         |
| ۲۰۱۶                  | ملکه شب                   | اسرا آلکان ساکالی‌اوغلو | نقش مکمل         |
| ۲۰۱۶-۲۰۱۷             | پویراز کارایل             | ادا بوزکورت            | نقش مکمل         |
| ۲۰۱۷                  | تابستان سیاه              |                        | نقش مکمل         |
| ۲۰۱۸                  | محمد: فاتح یک جهان        | اودوکیا                | نقش مکمل         |
| ۲۰۱۸                  | قلب‌های شکسته              | زینب اینان             | نقش اصلی         |
| ۲۰۲۱                  | آخرین تابستان             | جانان یالچین کارا      | فصل ۱ (نقش اصلی) |
| فیلم و سریال اینترنتی |                           |                        |                  |
| سال                   | عنوان                     | نقش                    | پلتفرم           |
| ۲۰۲۲                  | محافظ                     | نیسان/والریا           | نتفلیکس          |
| ۲۰۲۲                  | چیز دیگری است             | روحیه                  | نتفلیکس          |
| ۲۰۲۲                  | بسیار زیبا                | حوا (جوانی)            | نتفلیکس          |
| در حال ساخت           | خاکستر                    | گوکچه                  | نتفلیکس          |